# Carlo Kitzlinger
Carlo Kitzlinger (* 15. Mai 1966 in Tübingen) ist ein deutscher Schauspieler.

## Leben
Kitzlinger studierte von 1987 bis 1989 Luft- und Raumfahrttechnik; anschließend folgte von 1990 bis 1992 eine Ausbildung zum Verkehrspiloten. Von 2007 bis 2016 war er Flugkapitän.
Seit 2005 absolvierte er verschiedene Seminare und Workshops im Bereich Schauspiel und Camera Acting, unter anderem in Wien, München und an der Stage School Hamburg. Seit 2007 nahm er professionellen, privaten Schauspielunterricht. 2010 folgte zusätzlich ein Schauspielcoaching bei Sigrid Andersson bei der Schauspielagentur Die Tankstelle in Berlin.
Eine erste kleine Rolle hatte er in der RTL-Polizeiserie Abschnitt 40; außerdem war er in den Spielszenen der Fernsehsendung Aktenzeichen XY … ungelöst zu sehen. Kleine Rollen hatte er auch in zwei Kinofilmen.
2010 übernahm er in mehreren Folgen die Rolle des Kommissars Voss in der Telenovela Anna und die Liebe. Von September 2010 bis zum 6. Mai 2011 spielte er in der Jugendserie Das Haus Anubis eine Serienhauptrolle, die Doppelrolle Raven/Wolf Radus. Als Wolf Radus verkörperte er den Geschichtslehrer des Internats. Kitzlinger spielte 2010 in der Folge Brot und Spiele der zweiten Staffel der SWR-Serie Laible und Frisch den Sänger Howard Humper; die Ausstrahlung erfolgte im Dezember 2010. Im Jahre 2019 spielte er einen Flugkapitän in Patrick Vollraths Thriller 7500, in dem drei muslimische Extremisten mit Glassplittern bewaffnet versuchen, das Cockpit zu stürmen.
Kitzlinger lebt in Berlin.

## Filmografie
- 2003: Abschnitt Vierzig
- 2009: Devil’s Daughter
- 2010: Aktenzeichen XY … ungelöst
- 2010: Anna und die Liebe
- 2010–2011: Das Haus Anubis
- 2010: Laible und Frisch (Fernsehserie, Folge Brot und Spiele)
- 2014: Innenkind
- 2014: Notruf Hafenkante (Fernsehserie, Folge Vater unter Verdacht)
- 2019: 7500[6]